# Tuomo Ristola
Tuomo Ristola (Helsinki, 31 dicembre 1930 – Rymättylä, 9 settembre 2008) è stato un cestista finlandese.

## Carriera
Ha disputato 4 partite con la maglia della Finlandia, 2 delle quali ai Giochi di Helsinki 1952. In carriera ha vestito le maglie dell'Elannon Isku e del Tyovaen Mailapojat.